# Bien Hoa
Biên Hòa é uma cidade localizada na região central montanhosa do Vietnã, na província de Dong Nai. Bien Hoa é de 20 km ao nordeste Cidade de Ho Chi Minh. Bien Hoa é uma cidade importante na região metropolitana da cidade Ho Chi Minh. Existem vários parques industriais aqui. Rio Dong Nai atravessa a cidade.

## Transportes
- Aeroporto de Tan Son Nhat
- Aeroporto de Bien Hoa
- Aeroporto de Long Thanh